# Erika Rehhahn
Erika Rehhahn (* 13. März 1923 in Berlin; † 11. April 1978 ebenda) war eine deutsche Schauspielerin, Hörspiel- und Synchronsprecherin.

## Leben und Werk
Erika Rehhahn, die zunächst in Berlin Theater spielte, wurde ab den frühen 1950er Jahren als Fernseh-Schauspielerin und Hörspiel-Sprecherin tätig. Ab 1963 wurde sie mit der Serie Jedermannstraße 11 (in der Rolle des Fräulein Lisa Klabisch) und ab 1970 mit Drüben bei Lehmanns (in der Rolle des Fräulein Edeltraud Plischke) bekannt. Populär wurde sie hier vor allem durch ihre humoristische tempo- und wortreiche Sprache.
Erika Rehhahn starb plötzlich und unerwartet mit 55 Jahren. Sie wurde am 21. April 1978 auf dem Friedhof Steglitz beerdigt.

## Filmografie

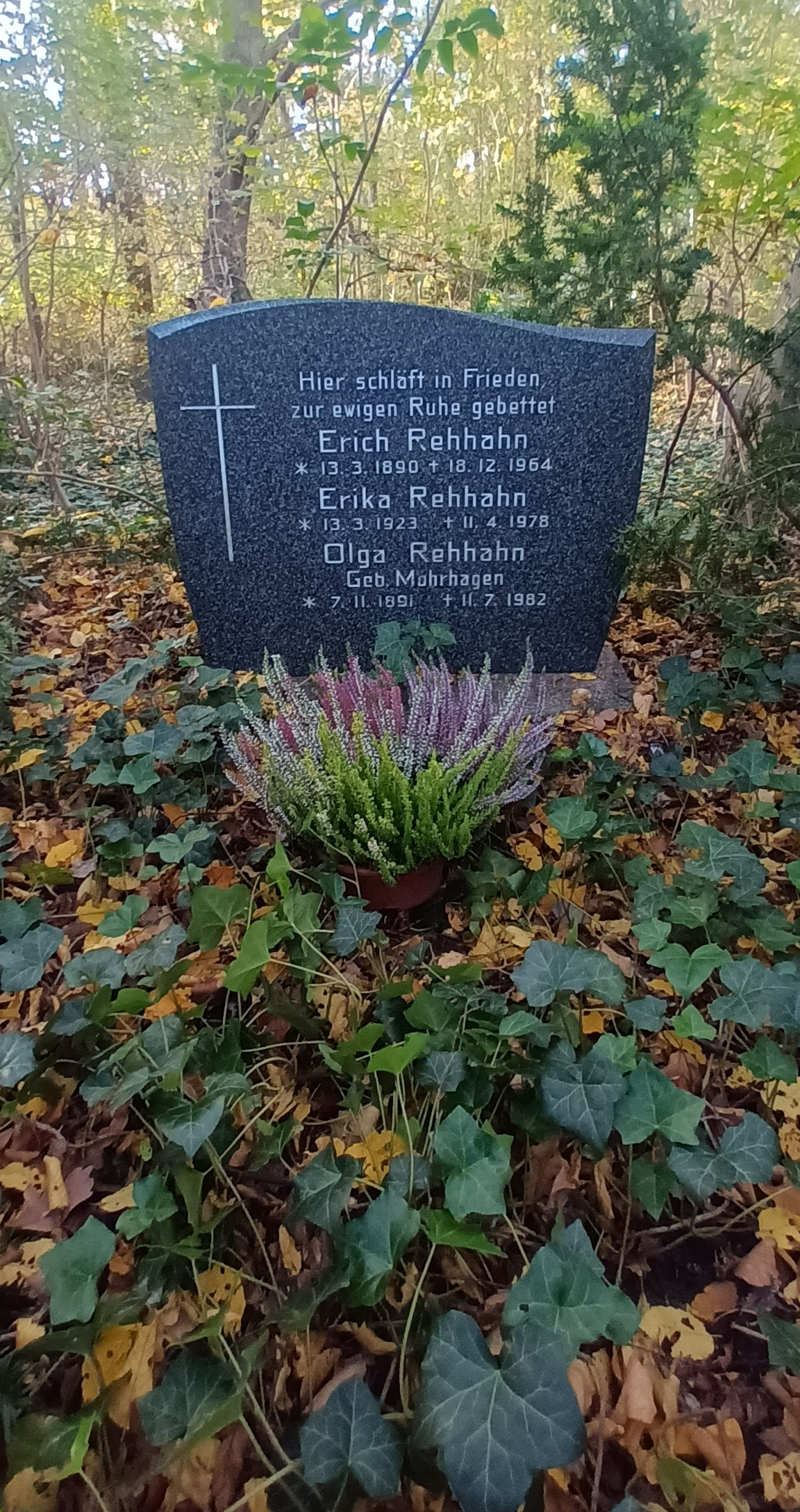
Grabstätte Erika Rehhahn und Eltern

- 1953: Geliebter Schatten (Fernsehfilm)
- 1963: Glashauskomödie (Fernsehfilm)
- 1963–1965: Jedermannstraße 11 (Fernsehserie, 17 Folgen)
- 1964: Akte Wittau (Fernsehfilm)
- 1964: Rauf und runter (Fernsehfilm)
- 1967: Till, der Junge von nebenan (Fernsehserie, 1 Folge)
- 1967–1968: Landarzt Dr. Brock (Fernsehserie, 3 Folgen)
- 1969: Finke & Co (Fernsehserie, 1 Folge: Lenas Kollegin)
- 1970: Heintje – Einmal wird die Sonne wieder scheinen (Spielfilm)
- 1970–1971: Drüben bei Lehmanns (Fernsehserie, 26 Folgen)
- 1971–1972: Hei-Wi-Tip-Top (Fernsehserie, 5 Folgen)
- 1972: Job nach Noten (Fernsehserie, 1 Folge)
- 1974: Die Buchholzens (Fernsehserie, 3 Folgen)
- 1976: Ein Fall für Stein (Fernsehserie, 1 Folge)
- 1978: Geschäft mit der Sonne (Fernsehserie, 1 Folge)
- 1978: Direktion City (Fernsehserie, 1 Folge)

## Hörspiele
- 1959: Peter Groma: Unerledigte Spuren – Regie: Hans Drechsel (Original-Hörspiel, Kriminalhörspiel – SFB)
- 1962: Gerlind Reinshagen: Die Wand (Frl. Beifuss, Sendlingers Sekretärin) – Regie: Rolf von Goth (Hörspiel – SFB)
- 1963: Horst Pillau: Ein Volk sieht fern oder Der Tod spielt rechtsaußen. Ein frei erfundener Tatsachenbericht über die Ereignisse rund um ein Kriminalfernsehspiel – Regie: Günther Schwerkolt (Originalhörspiel – SDR/SFB)
- 1963: Horst Pillau: Tür an Tür (Frau Schulz II.) – Regie: Rolf von Goth (Originalhörspiel – SFB)
- 1967: O. Henry: Ein Weihnachtskind für Cherokee (Dolly) – Regie: Rolf von Goth (Hörspielbearbeitung – SFB)
- 1968: Helmut Kauer: Renz oder Eine Männerwelt (Frl. Koch) – Regie: Friedhelm von Petersson (Hörspiel – SFB)
- 1969: Taufik El-Hakim: Auf der Strecke – Bearbeitung und Regie: Siegfried Niemann (Hörspielbearbeitung – SFB)

## Synchronisationen
- 1970: Monica Evans als Abigail, die Gans in Aristocats
- 1976: Noreen Gammill als Catty in Dumbo, der fliegende Elefant (2. Synchronisation)